# Донецкий областной краеведческий музей
Донецкий областной краеведческий музей (укр. Донецький обласний краєзнавчий музей) расположен в Киевском районе Донецка, Украина.
Музей занимается научно-исследовательской работой.
В состав Донецкого областного музея включены музей Сергея Прокофьева в селе Красное, музей Владимира Немировича-Данченко в селе Нескучное, музей истории леса в Великоанадольском лесничестве.

## История музея

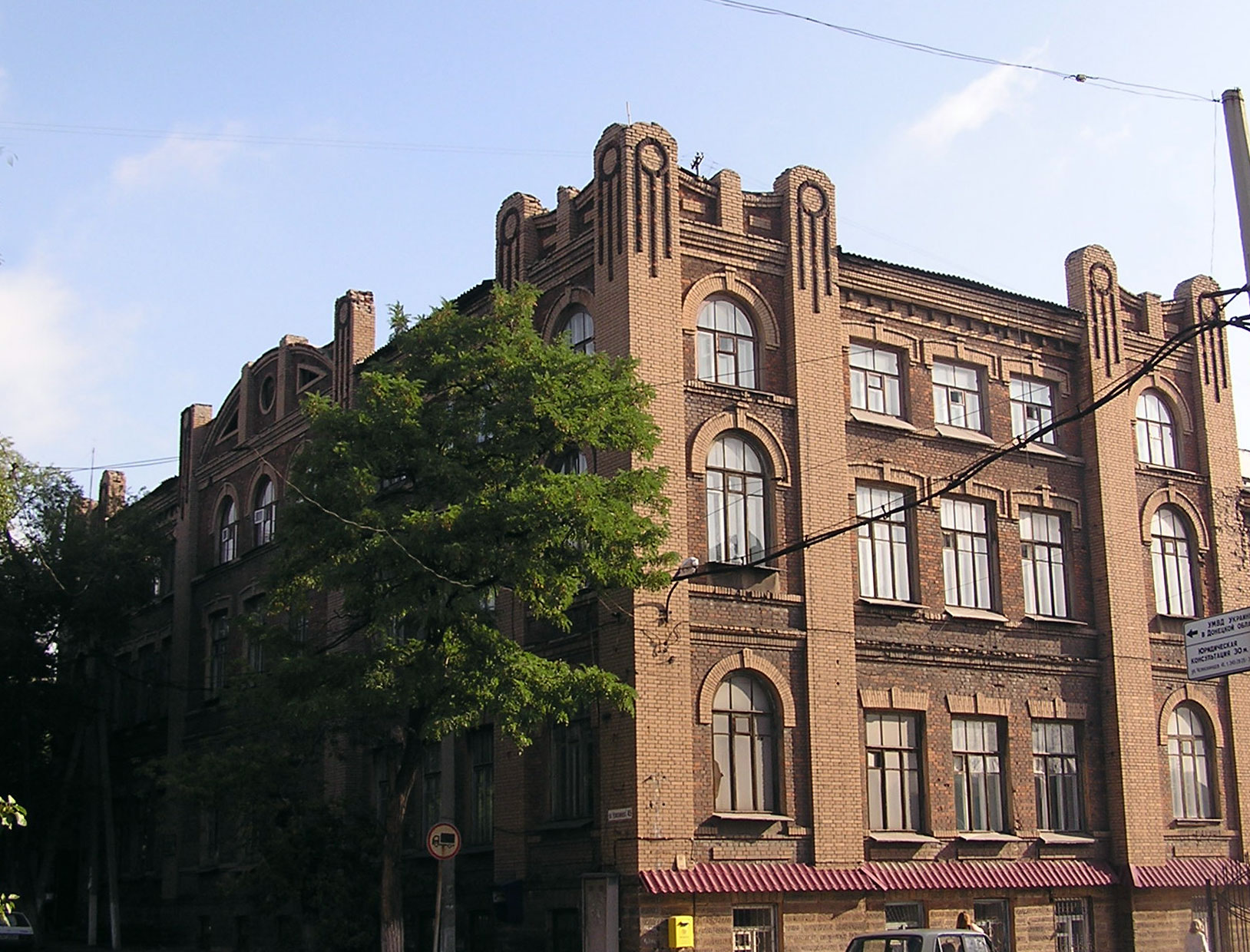
Здание Братской школы в которой располагался музей в 1925 году

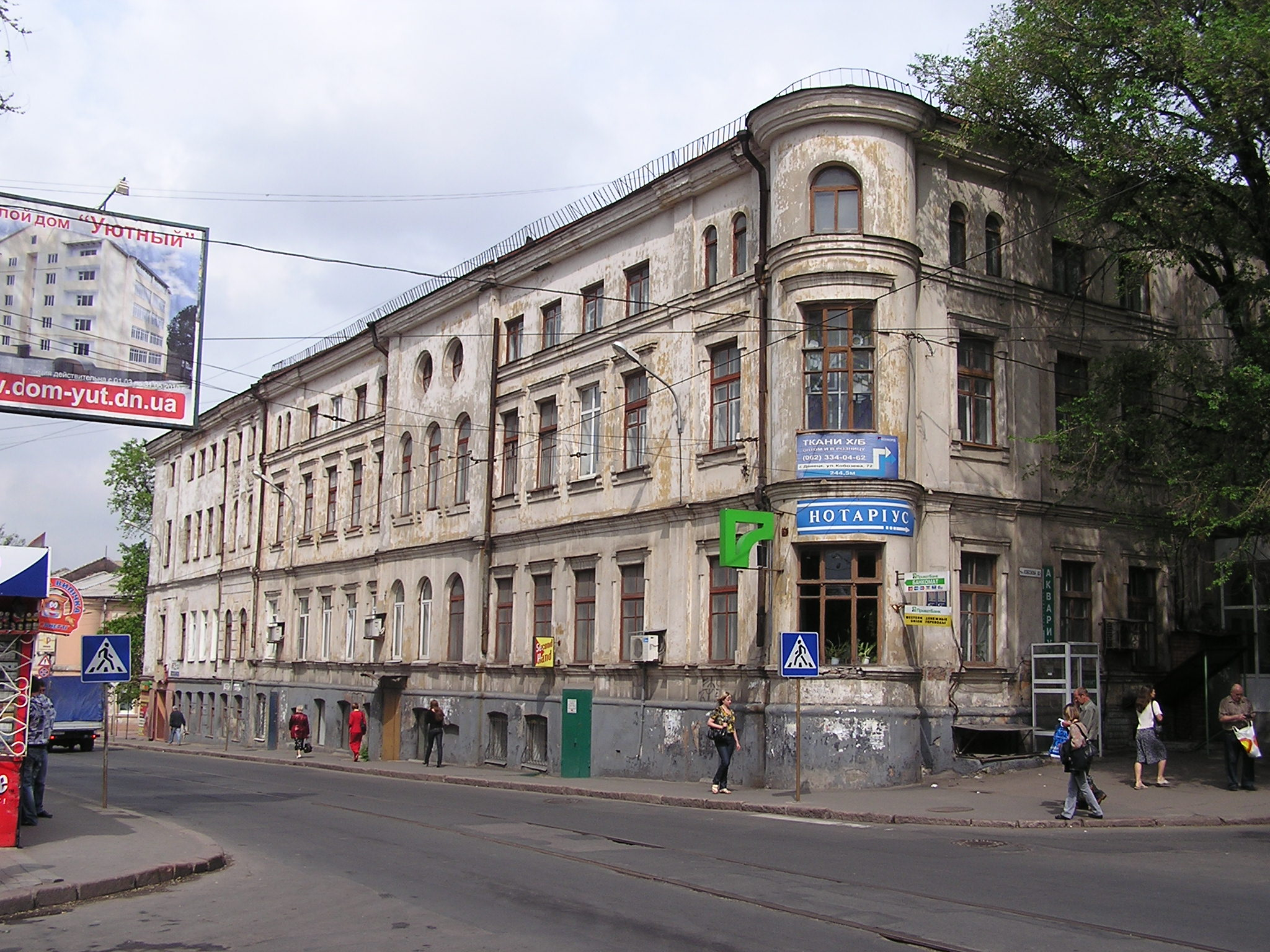
Здание театра братьев Тудоровских, где располагался музей

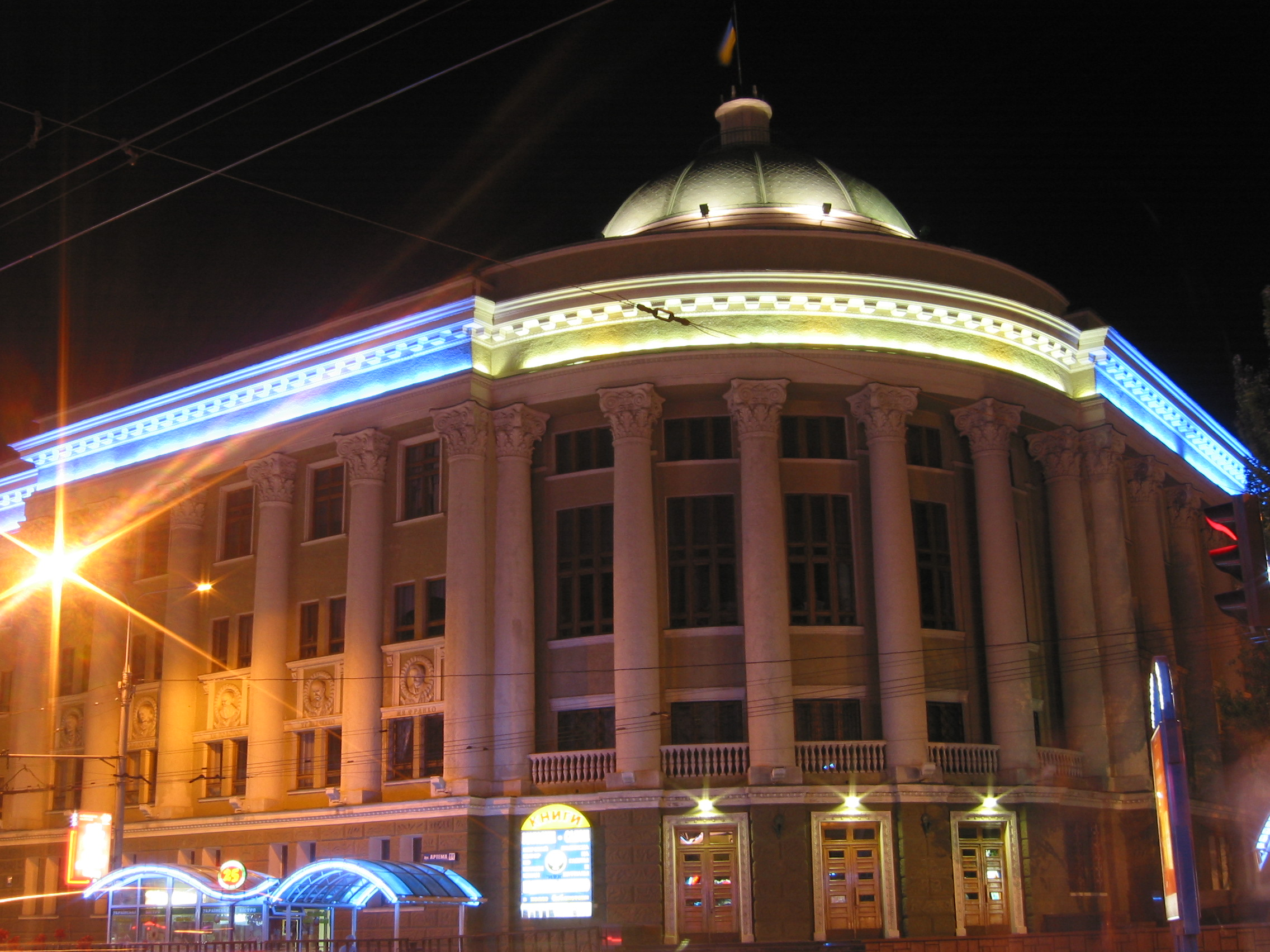
Здание Донецкой областной библиотеки им. Н. К. Крупской в которой располагался музей в 1954 году

Музей был создан 17 сентября 1924 года. Инициатором создания музея был преподаватель географии Донецкого горного техникума Александр Ольшанченко.
Студенты Донецкого горного техникума В. П. Лавриненко и А. И. Симаков передали музею свои минералогические коллекции, рабочие металлургического завода Н. Николаенко и А. Брещинский передали музею свои нумизматические коллекции.
В начале 1925 года музею выделили первое помещение — бывший склад для хранения зерна во дворе кинотеатра «Колизей», площадь которого составляла 50 м². Затем музей переехал в помещение на втором этаже Братской школы, а оттуда на вторую линию, в трёхкомнатное помещение бывшего театра братьев Тудоровских.
В 1926 году музей стал открыт для посещения. За год его посетили 1902 человек. Фонды музея к тому времени составляли около 2000 экспонатов.
В 1927 году музей переезжает в клуб имени Ленина на Ларинке. В этом же году фонды музея пополняются экспонатами выставки «10 лет Советской власти в Донбассе».
В 1930-е годы в создании коллекция музея участвовали жители Сталино. В 1930—1950-е годы краеведы Николай Омельянович Макаренко и Виктор Михайлович Евсеев сделал значимый вклад в формировании фондов музея.
В 1938 году музей был перепрофилирован из краеведческого в Сталинский Музей Революции.
Постановлением исполкома Сталинского областного Совета депутатов трудящихся от 3 июня 1940 года Сталинский Музей Революции был объединён с Мариупольским Музеем Революции.
Музей сильно пострадал в годы оккупации Донецка и потерял большую часть коллекций. Часть документов и фотографий была эвакуирована и была спасена.
В декабре 1943 года музей отреставрировали, а в 1944 году музей переехал в четырёхкомнатный одноэтажный жилой дом на 7-й линии (Постышева, 69). Общая площадь помещений составила 70 м². В этом году фонды музея насчитывали около 1000 экспонатов.
В 1950 году музей переезжает в новое здание. Экспозиция составила два зала и три комнаты общей площадью площадью 334 м². В этом году исторический музей снова стал краеведческим по решению Совета Министров УССР от 20 марта 1950 года.
В 1954 году музей переехал в здание Донецкой областной библиотеки им. Н. К. Крупской. Там ему было выделено помещение площадью 1000 м².
В 1950-е годы фонды музея пополняются материалами истории Юзовского металлургического завода, этнографическими материалами греков Приазовья. Музею частично передаются фонды Мариупольского музея.
В 1960-е годы музея пополняются этнографическими материалами первой половины XIX века.

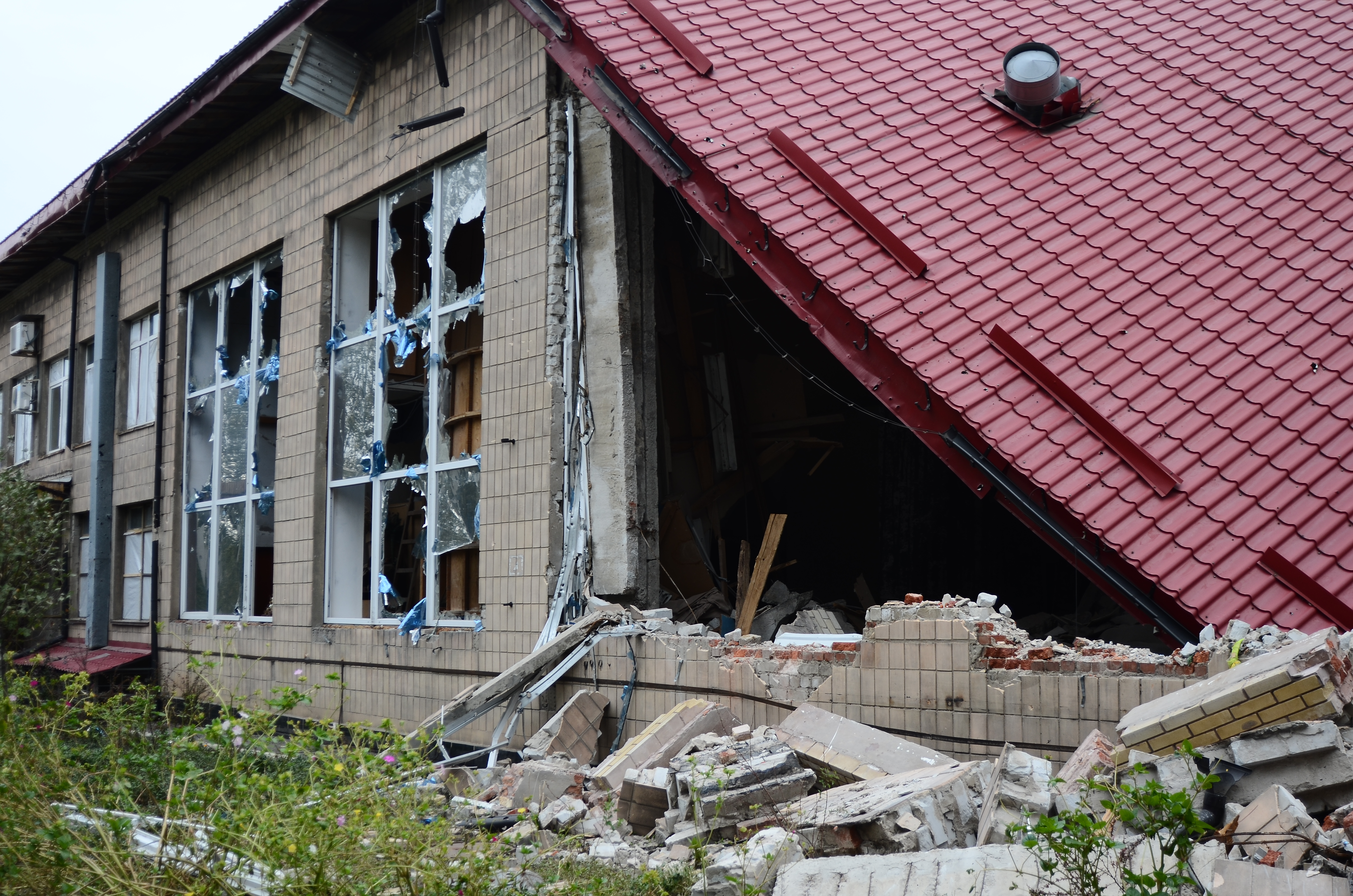
Донецкий краеведческий музей после обстрела. Сентябрь 2014 г.

В 1970—1990-е годы музей организовывает ежегодные экспедиции для пополнения фондов. Коллекция музея получает предметы медного и бронзового веков, племён срубной и катакомбной культур, скифско-сарматской культуры.
В декабре 1972 года музей переехал в отдельное здание по улице Челюскинцев, где находится и в настоящее время. Здание первоначально строилось для музыкальной школы, но было передано музею.
В ходе войны на востоке Украины в августе 2014 года здание музея пострадало в результате нескольких артиллерийских обстрелов. В результате первых обстрелов была повреждена крыша и выбиты стёкла, наиболее пострадал зал этнографии, в экспозиции которого были выставлены иконы и украинские национальные костюмы. 20 августа были разрушены кровля и стены. По словам директора музея Евгения Денисенко разрушены пять залов, часть экспонатов разбита и здание восстановлению не подлежит.

## Фонды музея

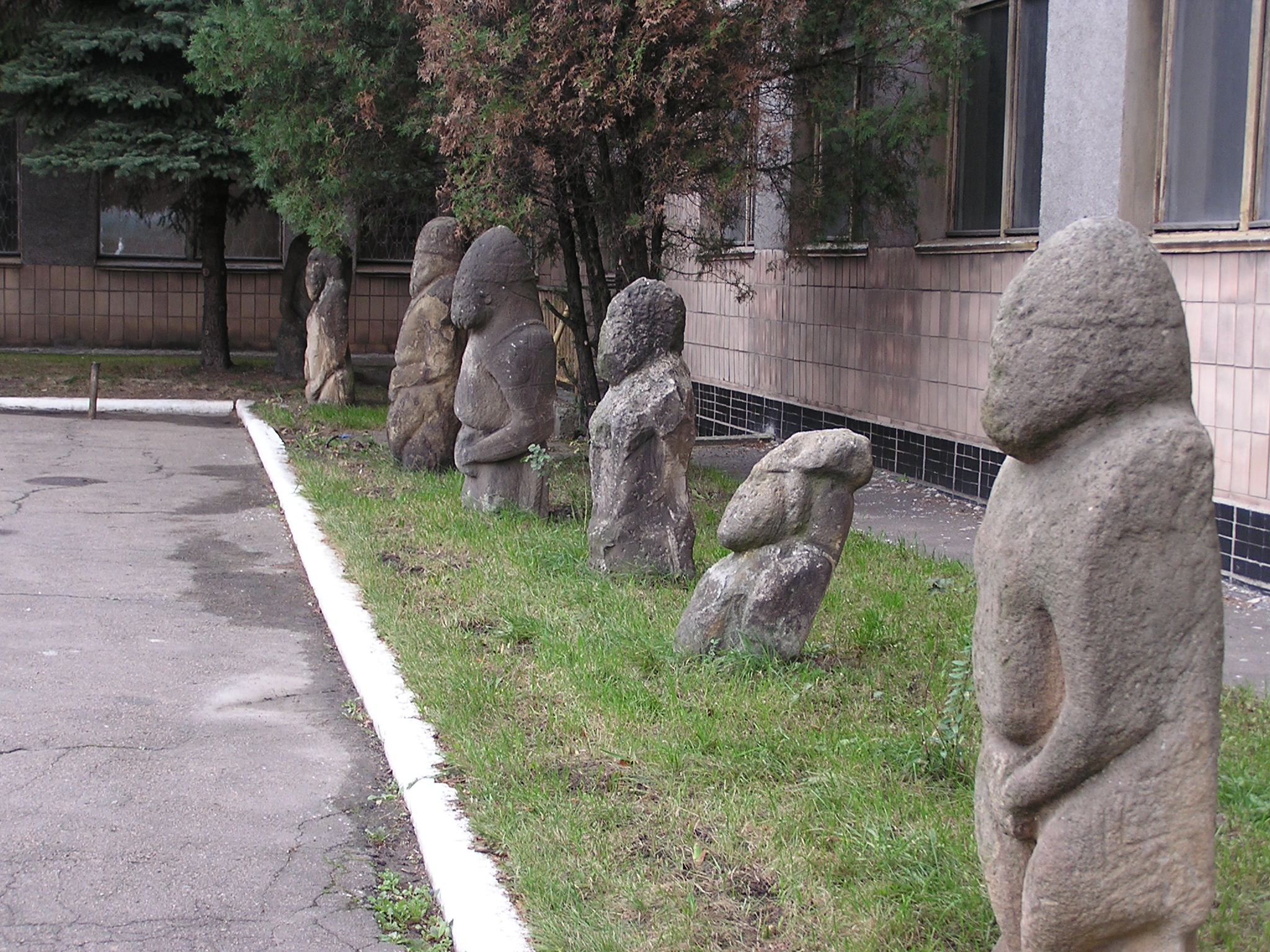
Каменные бабы

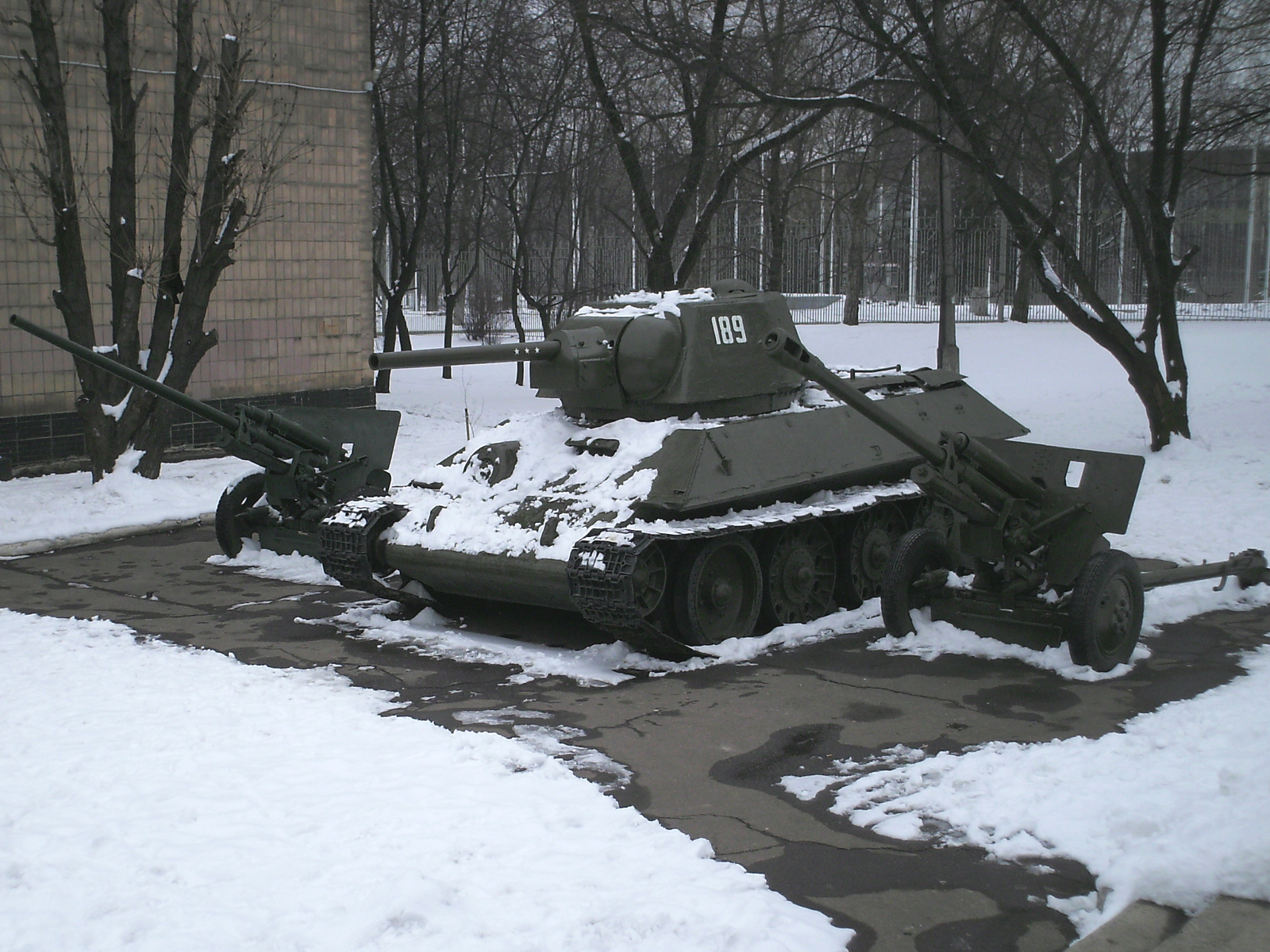
Пушки и танк Гринкевича T-34

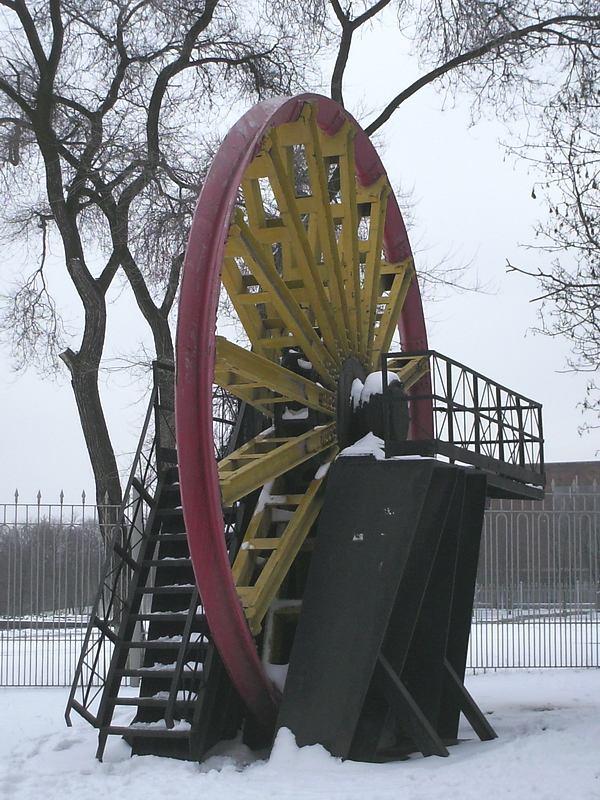
Шахтное подъёмное колесо

Музей расположен в четырёхэтажном здании, на каждом этаже которого расположены экспозиции. Всего в музее имеется 24 зала. Ежегодно музей проводит 40 выставок, каждый год его посещает более 200 000 посетителей.
В фондах музея находится более 120 тысяч экспонатов. Среди фондов музея: палеонтологическая, археологическая, нумизматическая, этнографическая коллекции, а также коллекция старопечатных книг, коллекция культовых предметов XVIII—XIX веков, коллекции фотографий, образцы продукции предприятий, личные вещи известных людей Донбасса и другие коллекции.
В палеонтологической коллекции хранятся гербарии редких растений Донецкой области; отпечатки ископаемых растений; останки мамонта, шерстистого носорога, бизонов; образцы каменных деревьев.
В археологической коллекции хранятся около 8 000 уникальных экспонатов. Среди них предметы Амвросиевской стоянки, Мариупольского могильника, кургана «Двугорбая Могила» и других.
В нумизматической коллекции хранятся медные и серебряные монеты XV—XVIII веков.
В коллекции старопечатных книг географический и ботанический атласы XVII века, богослужебные книги XVII—XVIII веков, фрагменты библиотеки Александрийской гимназии.
В музее хранятся личные вещи Никиты Сергеевича Хрущёва, Сергея Сергеевича Прокофьева, Владимира Ивановича Немировича-Данченко, Архипа Ивановича Куинджи, Василия Васильевича Берви-Флеровского, Дмитрия Ивановича Менделеева, Георгия Тимофеевича Берегового, Леонида Денисовича Кизима и других.

## Народный музей потребительской кооперации Донецкой области
Филиалом музея является Народный музей потребительской кооперации Донецкой области, основанный 12 февраля 1972 года, в фонде которого имеется около 1500 экспонатов. В 1990 году ему по решению коллегии областного управления культуры присвоено звание «народный».
Среди его экспонатов — предметы, посвящённые истории потребительской кооперации Донбасса.
В нём открыто 4 зала:
- В первом разделе рассказывается о зарождении кооперации в Донецкой области.
- Во втором — рассказывается о донецкой кооперации во время начала XX века.
- В третьем — рассказывается об участии донецких кооператоров во время Великой Отечественной войны.
- В четвёртом — рассказывается о потребительской кооперации в современный период.

Экспозиция постоянно обновляется. Поиском информации занимаются студенты и преподаватели Донецкого экономико-правового кооперативного техникума.